# أرق الفول الأسود
مَنّ الفول الأسود أو من الفول أو مَن الباقلاء (الاسم العلمي Aphis fabae)، حشرة سوداء صغيرة تتبع جنس الأرقة من رتبة نصفيات الأجنحة مع جسم نسبي عريض. وتسمى أيضًا ذبابة الفأر ومنّ الفاصولياء وأرق أوراق البنجر. وهي تركب سوق الأوراق والأزهار وقد يحول دون القعد أو يمنع النمو.